# Abate di Tivoli
Abate di Tivoli (fl. XIII secolo) è stato un poeta italiano, vissuto nel XIII secolo, sicuramente tra il 1230 e il 1250 circa.
Si conoscono di lui unicamente tre sonetti, scritti in tenzone con Giacomo da Lentini, sulla natura dell'amore. Furono probabilmente composti a Tivoli nel 1241, anno in cui l'imperatore Federico II risiedette nella cittadina. Taluni ritengono che il suo vero nome fosse Gualtiero, laicus de urbe e fedele sostenitore di papa Innocenzo IV (che lo menziona in uno scritto del 1250 come suo «devoto»).